# Zyginama tolteca
Zyginama tolteca är en insektsart som beskrevs av Dietrich och Dmitry A. Dmitriev 2008. Zyginama tolteca ingår i släktet Zyginama och familjen dvärgstritar. Inga underarter finns listade i Catalogue of Life.